# 阿斯佩
阿斯佩，是西班牙巴伦西亚自治区阿利坎特省的一个市镇。总面积71km2，总人口16631人（2001年），人口密度234人/2。